# Salpis gentilii
Salpis gentilii là một loài bướm đêm trong họ Geometridae.